# IKKO
IKKO(잇코, 1962년 1월 20일 - )는 일본의 메이크업 아티스트 겸 엔터테이너이다.
본명은 도요다 가즈유키(豊田 一幸). IKKO라는 예명은 본명 一幸의 음독 ‘いっこう 잇코[*]’에서 유래하였다.

## 약력
후쿠오카현 다가와군 후쿠치정(구 호조 정) 출신. 후쿠오카 현립 니시타가와 고등학교를 거쳐, 기타규슈 미용전문학원(현 후쿠오카 미용 전문 학교 기타규슈교) 졸업.
고급 미용실 ‘미용실 사와이이’에서 8년간 미용사로 일했고, 헤어 메이크업 아티스트를 목표로 독립. 수많은 잡지 표지를 시작으로, 1992년에는 서른의 나이에 ‘아뜰리에IKKO’를 설립했다.
일본 전통 헤어 메이크업에 능하며, 많은 여배우들의 지지를 받아 IKKO류 ‘여배우 메이크업’을 확립했다. 또한 프리랜서 가 된 직후 이츠미 마사타카의 전속 메이크업 아티스트로 일했다. 이츠미가 사망했을 때 사화장 도 맡았다.
2006년 7월 10일, 전국 각지에서 열리는 미용 & 패션 & 엔터테인먼트 이벤트 ‘IKKO WORLD’가 고향 후쿠오카 소재의 호텔 '뉴 오타니 하카타'에서 개최되었다. 진행, 음향, 조명, 무대, 출연 모델 오디션 등 전부 그녀의 손을 거쳤다.
2006년 7월 첫 에세이 ‘완전 여자를 갈고 닦다 ~미의 카리스마 IKKO의 행복을 부르는 골든 룰’ 출판.
한국관광명예홍보대사 외 화장품 회사 아모레 퍼시픽 에뛰드 하우스 광고 등, 대한민국에서도 활발한 활동을 펼치고 있다.

## 인물
- 미에 대한 센스로 ‘미의 카리스마’라 불린다.[5]
- 하루에 두 번, 한 번에 7.4Km 씩 총 15Km 워킹.
- 성 정체성이 여성인지 아니면 상시 여장을 하지만 성 정체성이 남성인지 잘 알려지지 않아 '여장남자'로 불리기도 했으나, 믹시의 성별란에 여성으로 표기하여 성 정체성이 여성임을 밝혔다.
- 트위터 주소는 LOVE_IKKO.
- 2008년 5월, 한국 여행 안내서 ‘IKKO의 아름다움을 갈고 닦다 in 한국’을 출판. 한국의 관광지나 먹을거리, 패션, 미용 등을 일본에 소개했다.
- 한류 팬. 계기는 《겨울연가》 이후 《내 이름은 김삼순》, 《에덴의 동쪽》, 《찬란한 유산》 등의 드라마가 마음에 들었기 때문.
- 2009년 6월 4일, 관광 활성화에 기여함으로써 대한민국 서울시로부터 ‘2009 서울관광대상’을 수여했다.
- 2009년 2월 27일, 한국 관광 명예 홍보 대사로 위촉되었다.
- 공황장애가 있다.[6]
- 입버릇으로 자주 말하는 “얼마나~?”(どんだけぇ? 돈다케~?[*])가 유행어다.
- 요리 실력은 요리사를 능가할 정도. 때문에 방송 내의 요리 코너에 게스트로 초빙될 때가 많다.
- 다카하시 히토미와 절친한 사이.

## 에피소드
- 《톤네루즈의 여러분 덕분이었습니다 - MONEY WARS 개런티 High&Low》에 출연했을 때, 톤네루즈의 이시바시 타카아키에게서 "등 완전 넓어!"라는 말을 들었다.
- 《나루토모!》에 게스트로 출연했을 때, 진나이 토모나리에게서 게리 굿리지를 닮았다는 말을 들었다.
- 카토리 싱고와 함께 출연한 NTT 동일본 CF에서는 자신의 본명을 소재로 한 카피를 사용한다.
- 《오네★MANS》에 함께 출연했던 우에마츠 코지, 야마구치 타츠야에게 자주 구박 받았다.
- 이벤트 'VOGUE NIPPON & SEX AND THE CITY2 Premium Night with SKYY VODKA'에서 도미나가 아이에게 "일본의 나오미 캠벨이네요."라고 평가되었다.[7]

## 발언
- "무슨 일이 있어도 항상 전력 투구. 마음 먹은대로 되지 않는 인생일 수록, 그것이 자신을 성장 시켜 준다. 다시 태어난다 해도 IKKO로 태어나고 싶다."
- "극복하지 못한다면, 또 같은 곳에서 좌절하게 되니까. 힘들어도 계속 걷는다. 열심의 실을 끊을 때는, 내 목숨이 다할 때."
- "엔터테인먼트는 마음을 윤택하게 해주는, 나에게 있어서는 미용액." (타운 지)

## 출연

### TV
~ 2008년
- NHK 홍백가합전 (NHK 종합 텔레비전, 2007년, 2008년, 2009년) ※미카와 켄이치를 응원하기 위해 출연.
- 세계 바리바리★바류 (마이니치 방송)
- 메렝게의 기분 (NTV, 2005년 9월 - 2006년 7월)
- 멘타이월드 (후쿠오카 방송)
- 오네★MANS (NTV, 2006년 10월 7일 - 2009년 3월 10일)
- 테츠코의 방 (아사히 TV, 2007년 12월 24일)
- 오! 마이 걸!! 제5화 (NTV, 2008년 11월 11일)
- 오모잇키리DON! (NTV)
- 히루오비! (TBS)
- 비밀의 켄민SHOW (요미우리 TV)
- 나루토모! (요미우리 TV)
- SmaSTATION (아사히 TV, 2007년 8월, 2008년 1월)
- VivaVivaV6 (후지 TV, 2008년 11월 '요코하마 스위츠', 2008년 4월 '돌솥 비빔밥')

2009년
- 고향에서 자자! (TV 도쿄)
  - 2009년 1월 18일
  - 2009년 1월 4일
  - 2008년 6월 29일
- 타카다, 오오타케, 와타나베 아저씨 3인의 여행 진짜 미인 간판 걸을 찾아라!! in 쿠사츠 (주쿄 TV·NTV, 2009년 2월 1일)
- 도코로씨의 학교에서는 가르쳐 주지 않는 곳 (TV 도쿄, 2009년 2월)
- 무지갯빛 진 (간사이 TV)
  - 2009년 3월
  - 2010년 5월
- 누구라도 박장대소 (NTV, 2009년 4월 12일)
- 메렝게의 기분 (NTV, 2009년 4월 18일)
- 일요 미술관 (NHK, 2009년 5월 17일)
- 사랑의 슈라바라! (요미우리 TV·주쿄 TV)
  - 2009년 6월 7일
  - 2009년 11월 13일
  - 2009년 12월 11일
  - 2010년 1월 8일
- 카운트다운 다큐멘터리 (주쿄 TV·NTV, 2009년 8월 16일)
- 산마의 SUPER 카라쿠리 TV (TBS)
  - 2009년 9월 6일
  - 2010년 7월 4일 (제5회 연예인 노래왕)
- 다운타운 DX (요미우리 TV)
  - 2009년 9월 24일
  - 2010년 2월
  - 2010년 11월 11일
- IKKO's 세키라라TV (DATV, 2009년 10월 - 2010년 3월)
- THE! 세계 앙천(仰天) 뉴스 엄청난 뷰티 축제! 대집합 (NTV, 2009년 10월 7일)
- 토쿠미츠 가즈오의 감동재회 "보고싶다" 눈물·눈물·눈물의 3시간 스페셜 (TBS, 2009년 10월 8일)
- 싯토코! (마이니치 방송, 2009년 10월 24일)
- QVC (CS 방송)
  - 2009년 11월 6일
  - 2009년 11월 7일
  - 2010년 2월
  - 2010년 4월
  - 2010년 9월 23일
  - 2010년 11월 21일
- 마지막 경고! 타케시의 사실은 무서운 가정 의학 (ABC, 2009년 11월 10일)
- 라이온의 인사 (후지 TV, 2009년 11월 11일, 12일, 13일)
- 톤네루즈의 여러분 덕분이었습니다 (후지 TV)
  - 2009년 11월 12일
  - 2010년 5월
- 유우토키 네트워크 (NHK 종합, 2009년 12월 4일)
- 업&UP! (간사이 TV)
  - 2009년 12월 7일
  - 2010년 2월
- 정보 라이브 미야네집 (요미우리 TV, 2009년 12월 18일)
- 페케X폰 3시간 스페셜 (후지 TV, 2009년 12월 18일)
- 스쿨 혁명! (NTV)
  - 2009년 12월 20일
  - 2010년 2월
- PASSION MODEL (RKB 마이니치, 2009년 12월 21일)
- 다운타운의 DXDX 크리스마스 2시간 스페셜 (NTV, 2009년 12월 24일)
- 산마, 후쿠자와의 짱 커!? 뉴스 스페셜 (후지 TV, 2009년 12월 30일)
- 열도종단 LIVE 2009 경기회복 TV (후지 TV, 2009년 12월 31일)
- 좋은 아침 아사히입니다 (아사히 TV)
- 마녀들의 22시 (NTV)

2010년
- 샤베쿠리007 (NTV, 2010년 1월 1일)
- SMAP×SMAP (간사이 TV·후지 TV, 2010년 1월 4일)
- 여신의 마르쉐 (NTV)
  - 2010년 1월 10일
  - 2010년 3월
- 다운타운의 DXSP (요미우리 TV, 2010년 1월)
- 비밀의 켄민SHOW (NTV, 2010년 2월)
- 인생이 달라지는 1분간의 깊고 좋은 이야기 (NTV)
  - 2010년 2월
  - 2010년 11월 29일
- 에덴의 동쪽 (TBS TV, 2010년 2월)
- 타케시의 건강 엔터테인먼트! 여러분의 가정 의학 (아사히 TV)
  - 2010년 2월 23일
  - 2010년 11월 9일
- 쾌걸 에미 채널 (칸사이 TV, 2010년 3월)
- 아침이다! 생방송입니다 여행 샐러드 (아사히 TV, 2010년 3월)
- 모라에루테레비 (NTV, 2010년 3월)
- DRESS (마이니치 방송)
  - 2010년 3월
  - 2010년 4월
- 슷키리!! (NTV, 2010년 4월)
- 레코☆Hits! (NTV, 2010년 4월)
- 아사파라! (요미우리 TV, 2010년 4월)
- 와랏테 이이토모! (후지 TV, 2010년 4월)
- 우라마요 (칸사이 TV, 2010년 4월)
- 하나마루 마켓 (TBS, 2010년 4월)
- 카스페! 예능계의 고백 대히트에 가려진 장렬한 인생 SP (후지 TV, 2010년 5월 4일)
- 한밤중의 시장~하이힐이 잠들지 못하는 밤~ (칸사이 TV)
  - 2010년 5월
  - 2010년 9월 10일
- 신감각 게임 캐스터 (NHK, 2010년 5월)
- 가격왕 (후지 TV, 2010년 5월)
- 사랑하는 TV 스고큔 (후지 TV, 2010년 5월)
- 마음 속의 유전자 ~당신이 있었기에~ (NHK, 2010년 5월 31일)
- 연예인의 이력서 (TV 도쿄, 2010년 7월 20일)
- 젯타이자룻! (칸사이 TV, 2010년 7월 23일)
- 사랑의 극장 ~남자와 여자는 막을 수 없어~ (NHK 교육 텔레비전, 2010년 7월 23일)
- 하트넷 TV (NHK 교육, 2010년 7월 26일)
- 멋져! 나의 도쿄 시간 (NHK 종합, 2010년 7월 30일)
- 우와누마 에미코의 수다 쿠킹 (아사히 TV, 2010년 8월)
- 메이크 you 해피 ~예뻐지는 법 대공개~ (RKB 마이니치 TV, 2010년 8월 6일)
- 세키구치 히로시의 도쿄 프렌드 파크!! (TBS, 2010년 9월 6일)
- 연예인 1000명 대조사 프라이버시 완전 데이터화 스페셜 (NTV, 2010년 9월 23일)
- 개그 와이드 쇼 마루코포로리 (칸사이 TV, 2010년 10월 10일)
- 통신판매 미인 누구누구! (칸사이 TV, 2010년 10월 27일)
- 히루오비! (TBS, 2010년 10월 29일)
- THE 요리왕2 사상 최대의 연예계 최강 요리인 결정전 (NTV, 2010년 11월 5일)
- 산마&크림스튜의 제7회 연예인 개인 정보 GP (후지 TV, 2010년 11월 5일)
- 잘 먹겠나바레! (요미우리 TV, 2010년 11월 6일)
- 완냥카페 (NHK 위성 제2, 2010년 11월 9일)
- 히토시 마츠모토의 ○○한 이야기 (후지 TV, 2010년 11월 26일)
- 마음을 흔들어라! 선배 ROCK YOU (요미우리 TV, 2010년 11월 27일)
- 후쿠오카FACo 특집 방송 (후쿠오카 RKB 방송)
- 솔로몬류 (TV 도쿄)
- 24시간 TV (NTV)
- 2시챠오! (TBS)
- 저스트 (TBS)
  - 잇코의 행복 메이크업
  - 메이크업 계의 최고봉 그 화려한 미학과 초호화 저택

2011년
- 사랑하는★코리아! (TV 도쿄, 2011년 5월 1일 ~ 9월 25일)
- 장밋빛 성전 (TV 아사히, 2011년 9월 ~ 10월) - 유키코 역

### 광고
- 도요타 PASSO
- GORGEOUS
- 에뛰드 하우스
- 롯데면세점
- 영화 《굿'바이》
- 오르비스 화장품
- 종가집 김치

## 제작
- 파우더 룸 프로듀스 (PARCO 후쿠오카 점)
- Pink by IKKO OPEN (PARCO 후쿠오카 점)
- GORGEOUS (IKKO 프로듀스 향수)
- IKKO×TRAIN (와이어 코사지 콜라보레이션 제작)
- IKKO×주식회사 시모토리 양봉원×MORE
- 마리끌레르 (IKKO 오리지널 손수건 & 지그 물병)
- IKKO×하쿠호도 (모란 붓, 메이크 업 붓 5자루)
- IKKO×후쿠스케 (업 업 스타킹)
- IKKO×크리넥스R 로션티슈X
- IKKO×pride glide×Miss
- IKKO×2시 챠오!×ARTISAN&ARTIST (메이크 업 파우치)
- IKKO×BABY-G (IKKO 모델 시계 (카시오))
- IKKO×헬로 키티 (IKKO HELLO KITTY)
- IKKO 후리소데

## 음반·DVD

### 싱글
- 얼마나~!의 법칙
  - (どんだけ〜!の法則) (2007년 12월 5일)
- 울트라 업 업 Dancing
  - (ウルトラアゲアゲDancing) (2009년 4월 15일)
- 고져스~!
  - (ゴージャスゥ〜!) (2010년 4월 28일)
  - 작사 층쿠♂

### DVD
- 각선미 혁명
  - (美脚革命)

## 관련 잡지
- non-no (집영사)
- MORE (집영사)
- 미인백화 (카도카와 하루키 사무소)
- 월간 Ocappa (머리책방)
- WWD Beauty (INFAS 퍼블리케이션즈)
- PHP Special (PHP 연구소)
- L'ala Pado (월간 프리 매거진)

## 서적
- 탈 콤플렉스 (세계 문화사)
- IKKO 미인도 (집영사)
- IKKO 예뻐지는 마법 (세계 문화사)
- IKKO 아름다움을 갈고 닦다 in 한국 (문예춘추)
- 미라클 뷰티 쉐이브 업 각선미 혁명 (매거진 하우스)
- IKKO 여자의 법칙 (세계 문화사)
- 완전 여자를 갈고 닦다 ~미의 카리스마 IKKO의 행복을 부르는 골든 룰 (아스콤)
- IKKO 웨딩 - 영원의 걸리시 웨딩 (주부와 생활사)
- IKKO의 후리소데 로맨틱 (주부와 생활사)

## 수상
- 2009년 11월 전국 이·미용계 학생이 선택한 BEST 방송인
- 2009년 6월 2009년 서울관광대사 (인기서울관광방송인해외부문 수상)
- 2009년 8월 BEST HIT 상
- 2009년 2월 한국관광명예홍보대사 위촉
- 2008년 2월 마리끌레르 일본판 플라넷뮤즈 상 제1호 수상
- 2007년 '돈다케~'가 2007 유행어대상 후보
- 2007년 NAIL QUEEN 문화부문 수상